# St. Ursula (Niederroning)

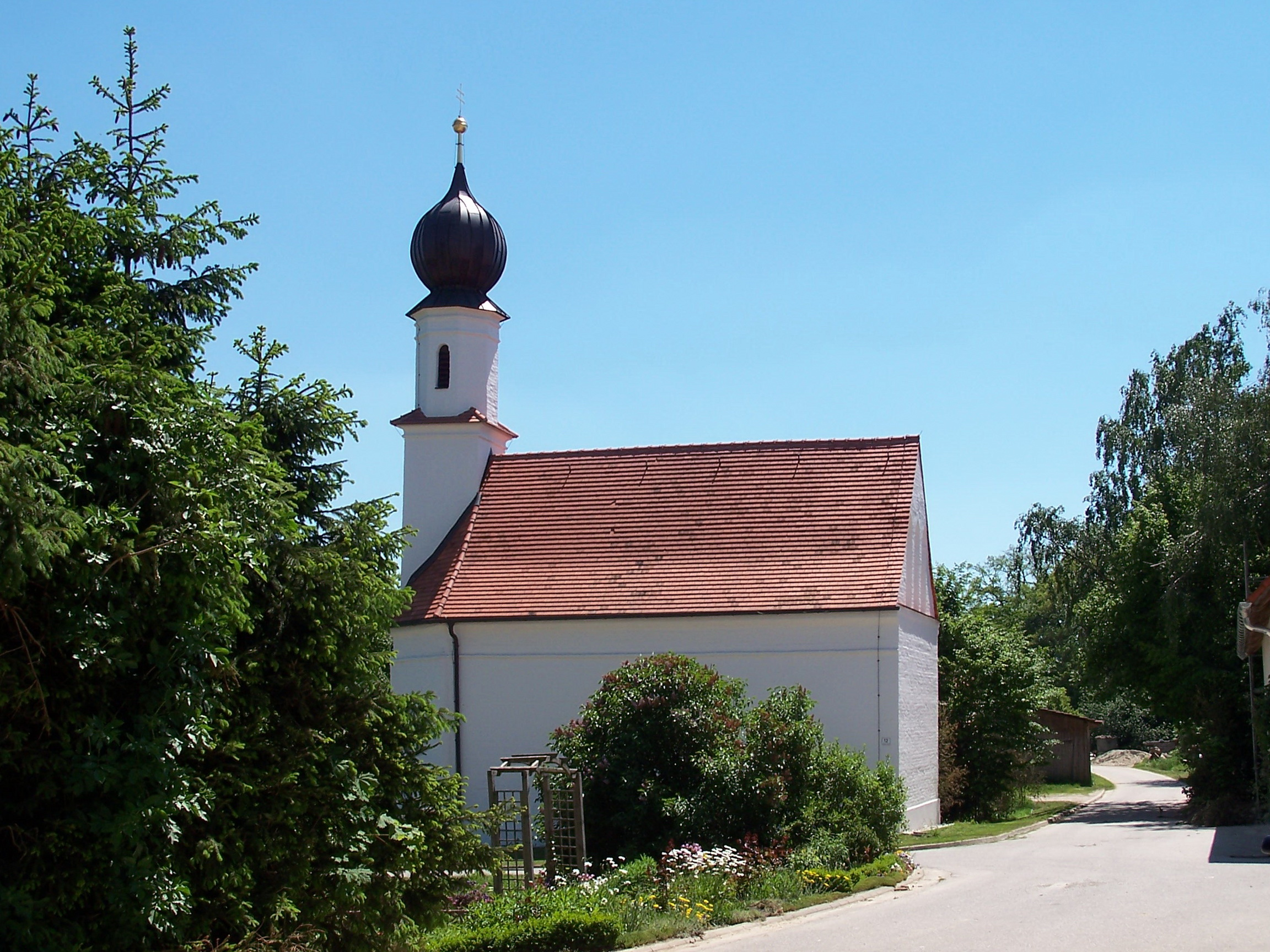
Außenansicht der Nebenkirche St. Ursula von Norden

Die römisch-katholische Nebenkirche St. Ursula in Niederroning, einem Gemeindeteil der Stadt Rottenburg an der Laaber im niederbayerischen Landkreis Landshut, ist eine kleine, spätgotische Saalkirche mit Dachreiter, die um 1517 erbaut wurde. Das Gotteshaus ist als Baudenkmal mit der Nummer D-2-74-176-40 beim Bayerischen Landesamt für Denkmalpflege eingetragen.
Niederroning gehört als Teil der Expositur Oberroning seit dem 1. April 2018 zur Pfarrei St. Georg in Rottenburg, von wo aus die Expositur bereits seit der Errichtung der Pfarreiengemeinschaft Rottenburg/Laaber im Jahr 2009 seelsorgerisch betreut wird. Zuvor gehörte Niederroning zur Pfarrei St. Andreas in Hofendorf.

## Geschichte
Der Bau des Gotteshauses fällt in die Pestzeit Anfang des 16. Jahrhunderts. Der Überlieferung nach ließ die einzige überlebende Tochter des angrenzenden Bauernhofes das Kirchlein errichten. 1517 wird als Jahr der Erbauung bzw. Fertigstellung angenommen, da damals die heute noch in dem Dachreiter über dem Chor befindliche Glocke gegossen wurde.
Bis 1856 befand sich in der Kirche ein spätgotischer Flügelaltar aus der Erbauungszeit. Da solche in der Diözese nicht sehr zahlreiche erhalten waren, wurde der Niederroninger Altar in die Kunstsammlungen des Bistums Regensburg aufgenommen. Er befindet sich bis heute im Regensburger Diözesanmuseum. Stattdessen erhielt die Kirche einen Rokokoaltar, der wohl aus dem reichen Fundus der nach der Säkularisation überflüssig gewordenen Altäre stammt.
Die Kirche stand früher auf einer kleinen Erhebung. Bei der Fundamentierung der Straße wurde das Straßenniveau angehoben, bei der Trockenlegung der Kirche die Erhebung abgetragen. Bei den letzten Renovierungsmaßnahmen in den Jahren 1968 bis 1970 und 2000 bis 2004 wurden immer wieder Skelette gefunden, deren Herkunft nicht überliefert ist.

## Architektur

### Außenbau
Der kleine, nach Osten ausgerichtete Saalbau ohne ausgeschiedenen Chor umfasst vier Fensterachsen und einen dreiseiten Schluss. Der äußerlich schlichte, geschlämmte Backsteinbau wird durch schwache Dreieckstreben am Chor und einen Dachfries gegliedert. Der Westgiebel ist mit drei Spitzbogen verziert. Fenster sind lediglich auf der Südseite und der südöstlichen Schrägseite des Chorschlusses vorhanden. Es handelt sich dabei um Spitzbogenfenster mit Nasen und einfachem Schräggewände. Das stichbogige, gefaste Portal befindet sich auf der Südseite. Es ist in einer rechteckigen, inneren Mauerverstärkung angeordnet. Die Kirchentür samt Beschlägen stammt noch aus der Erbauungszeit der Kirche, die Außenseite wurde jedoch in der zweiten Hälfte des 19. Jahrhunderts aufgedoppelt.
Über dem Chorschluss erhebt sich ein barocker Dachreiter, der zwei quadratische Geschosse, einen Achteckaufsatz mit Schallöffnungen umfasst, die im leicht eingezogenen Rundbogen schließen. Den oberen Abschluss bildet eine mit Kupfer verkleidete Zwiebelkuppel mit Turmkugel und Patriarchenkreuz.

### Innenraum
Der Innenraum wird durch eine flache Holzdecke überspannt. Die Wände sind durch rechteckige Wandpfeiler gegliedert, die durch einen Sockel gleicher Tiefe miteinander verbunden sind. Die Wandpfeiler reichen nur etwa bis zur halben Wandhöhe. Der obere Teil des Mauerwerks wurde wohl in der Barockzeit erneuert. Vermutlich war ursprünglich der Einbau eines tonnenförmigen Schalgewölbes vorgesehen, auf den dann aus Kostengründen verzichtet wurde. Der Altarraum ist durch einen spitzen Chorbogen, der an der Westseite gefast ist, separiert.

## Ausstattung

### Hochaltar
Als Ersatz für den spätgotischen Flügelaltar aus der Erbauungszeit, der in die Bestände des Diözesanmuseums aufgenommen wurde, erhielt St. Ursula 1856 einen Rokokoaltar, der auf Mitte des 18. Jahrhunderts datiert wird. Sein Aufbau wird von zwei Rundsäulen getragen, die eine spätgotische Holzfigur der Kirchenpatronin Ursula flankieren. Diese wurde um 1520/30 geschaffen und zeigt Ansätze aus dem stilistischen Repertoire des Landshuter Bildhauers Hans Leinberger auf. Daher wird sie (wie die Flügel des früheren Altares) dem Landshuter Bildhauer Jörg Rot, einem Zeitgenossen Hans Leinbergers, zugeschrieben. Im Volutenaufsatz befindet sich ein Relief der heiligen Margaretha, das gleichzeitig mit dem Altar entstanden sein dürfte.

### Figürliche Ausstattung
Auf den halbhohen Wandpfeilern stehen spätbarocke Figuren der heiligen Frau Katharina, Veronika (mit dem Schweißtuch Christi), Margaretha, Barbara und Philomena, die um 1750 geschaffen wurden. Außerdem sind zwei weibliche Heiligenbüsten erhalten, die aufgrund fehlender Attribute keinen Heiligen zugeordnet werden können. Sie wurden um 1500 im spätgotischen Stil ausgeführt. Es wird vermutet, dass diese als Reliquienbüsten auf dem früheren Altar standen.

### Glocke
In dem Dachreiter befindet sich eine Glocke mit einem Durchmesser von rund 42 Zentimetern, die auf das Jahr 1517 und somit noch aus der Erbauungszeit der Kirche stammt. Am Hals ist zwischen zwei Reifenpaaren eine Umschrift in spätgotischen Minuskeln angeordnet: † o rex glorie veni cvm pace † anno domynj m v xvij iar. Darunter befindet sich ein Maßwerkfries, am Schlag drei Randreifen.